# Ordine (istituzione)
Un ordine è una istituzione, generalmente onorifica, per mezzo della quale un governo, una dinastia, un ente, un'associazione, o un ordine religioso insignisce uno o più individui. L'ordine onorifico seleziona i suoi membri mediante l'assegnazione di onorificenze di diverso grado.
Quasi tutti gli stati hanno qualche forma di ordine o di decorazioni di merito; alcuni, come il thailandese l'Ordine dell'Elefante Bianco e il nipponico Ordine del Sole Levante, hanno oltre cento anni.

## Storia
Gli ordini moderni e le relative decorazioni traggono le loro origini dall'ordine cavalleresco medievale. Dall'epoca del Rinascimento in avanti, la maggior parte dei monarchi europei riattualizzò gli estinti o antichi ordini cavallereschi, ammodernandoli, o ne creò di nuovi e propri, per ricompensare sia i sudditi civili sia i funzionari militari. Alcuni dei più alti onori dell'Europa moderna, come l'Ordine del Toson d'oro, l'Ordine dell'Elefante, l'Ordine della Giarrettiera e l'Ordine del Cardo, sorsero in quel periodo. Nacque la distinzione tra ordini dinastici, che appartenevano al patrimonio araldico di una dinastia, e ordini statali, che venivano conferiti dal sovrano ma appartenevano allo Stato.
Tali ordini rimasero fuori dalla portata del grande pubblico fino al diciannovesimo secolo. Nel 1802 Napoleone Bonaparte creò la Legion d'onore (Légion d'honneur), la più insigne onorificenza francese, della quale chiunque può essere insignito, senza distinzione di condizione sociale, o per il valore in guerra o per venti anni di onorato servizio.
La Legion d'Onore servì da modello per numerosi ordini di merito moderni nel mondo occidentale, quali l'Ordine di Leopoldo (Belgio, 1832) e l'Ordine dell'Impero Britannico (Regno Unito, 1917). A differenza degli ordini di corte, destinati all'aristocrazia, gli ordini di merito divennero accessibili a chiunque, senza distinzione di ceto sociale. Questi ordini sono divisi di solito in cinque classi, ciascuna dotata di una medaglia (di solito smaltata) retta da un nastro, ed una fascia per la prima classe, da portare intorno al collo o sulla parte sinistra del petto per le classi inferiori (le dame possono portare la medaglia su un fiocco sulla spalla sinistra). Le prime due classi inoltre portano una stella (o 'piastra ') sul petto. In casi particolari l'insignito della prima classe può portare il distintivo su un collare, cioè una elaborata catena da indossare intorno al collo. I militari insigniti possono avere aggiunte spade incrociate all'insegna.
Nei paesi comunisti gli ordini di merito avevano di solito tre gradi, con soltanto una medaglia portata con o senza nastro sulla spalla. Un esempio di ordine comunista era l'Ordine di Lenin (URSS, 1930) ad un'unica classe. Diversamente degli ordini occidentali, però, gli ordini comunisti potevano essere concessi più volte alla stessa persona. Dopo il crollo del blocco sovietico la maggior parte dei paesi dell'Est sono tornati agli ordini di stile occidentale creati prima dell'avvento degli stati socialisti e delle democrazie popolari.

## Caratteristiche
Gli ordini moderni sono solitamente aperti a tutti i cittadini di uno Stato, senza distinzioni di condizione sociale, sesso, etnia o religione (anche se alcuni paesi richiedono ai loro cittadini di raggiungere una determinata età prima di diventare insignibili). In genere è richiesta la cittadinanza dello Stato emittente, ma non in tutti i casi.
Le nomine vengono designate da privati cittadini o dai funzionari del governo, a seconda dello Stato. Una volta che è stato assegnato, il titolo può essere revocato se l'individuo muore, commette crimini, o rinuncia alla cittadinanza.
In casi rari i soggetti insigniti hanno rifiutato l'attribuzione del titolo.

## Gli ordini nella società contemporanea

### Austria
Dopo la fine della monarchia degli Asburgo, in Austria non vi furono ordini di merito statali fino al 1952, quando fu fondato l'Ordine al merito della Repubblica austriaca.

### Australia
In Australia l'ordine nazionale prende il nome di Ordine dell'Australia.

### Belgio
In Belgio i principali ordini di merito sono l'Ordine della Corona e l'Ordine di Leopoldo, che possono essere conferiti a personale civile e militare.

### Canada
In Canada l'ordine nazionale prende il nome di Ordine del Canada.

### Danimarca
Nel 1808, l'Ordine del Dannebrog venne riformato e trasformato in ordine di merito civile e militare per premiare le benemerenze dei danesi privi del requisito della nobiltà necessaria ad accedere al titolo di cavaliere.

### Federazione Russa
Dopo la dissoluzione dell'Unione Sovietica, la Federazione Russa ha istituito un proprio sistema di onorificenze, creando diversi ordini di merito. Alcuni ordini si rifanno ad ordini cavallereschi esistenti in epoca zarista e poi aboliti, come l'Ordine di Sant'Andrea (Federazione Russa), altri si rifanno ad onorificenze sovietiche, come il titolo di Eroe della Federazione Russa (che richiama il titolo di Eroe dell'Unione Sovietica) o l'Ordine di Aleksandr Nevskij (Federazione Russa), che richiama analoghi ordini esistenti sia in epoca zarista che in epoca sovietica; sono stati creati anche ordini completamente nuovi, come l'Ordine al merito della Patria.

### Germania
Nel 1951, la Germania Ovest ha istituito l'Ordine al merito di Germania; dopo la riunificazione tedesca l'Ordine è stato esteso a tutta la Germania, mentre sono stati aboliti gli ordini di merito della Germania Est.

### Giappone
In Giappone è in vigore l'antico Ordine del Sole Levante.

### Irlanda
La Repubblica d'Irlanda non prevede attualmente ordini di merito statali, che vengono visti come un retaggio monarchico. Esistono medaglie che vengono conferite solo per meriti militari, come la Military Medal for Gallantry, la Distinguished Service Medal e la Good Conduct Medal. È stato proposto di introdurre qualche forma di riconoscimento statale anche per meriti civili. Per quanto riguarda le onorificenze straniere, l'art. 40 della Costituzione prevede che i cittadini irlandesi non possono accettarle senza il permesso preventivo del governo.

### Italia
Lo stato Italiano ha soppresso i precedenti ordini dell'istituzione monarchica di Casa Savoia ufficialmente con gli articoli 7 e 8 della legge n. 178 del 3 marzo 1951 e istituito l'Ordine Militare d'Italia e Ordine della Stella della Solidarietà Italiana nel 1947 e l'Ordine al merito della Repubblica italiana nel 1951.

### Norvegia
La Norvegia ha due ordini di merito: l'Ordine reale norvegese di Sant'Olav, conferito solo ai cittadini norvegesi, e l'Ordine al Merito di Norvegia, conferito ai cittadini stranieri e ai norvegesi residenti all'estero per premiare le benemerenze verso la Norvegia.

### Regno Unito
Nel Regno Unito i principali ordini di merito sono l'Ordine della Giarrettiera, conferito generalmente ai reali e pari; l'Ordine del Cardo, conferito solo ai nobili e cittadini scozzesi; l'Ordine del Bagno, che può essere conferito a personale civile e militare; l'Ordine di San Michele e San Giorgio, conferito principalmente a personale diplomatico; e l'Ordine reale vittoriano, conferito a personale civile e militare "per servizio al monarca". Un altro ordine, l'Ordine di San Patrizio, è non più conferito dal 1934, dopo l'indipendenza dell'Irlanda. Durante il regno britannico sull'India furono istituiti due altri ordini, l'Ordine della Stella d'India e l'Ordine dell'Impero indiano. Dopo il 1947, a seguito dell'indipendenza dell'India, i due ordini sono caduti in disuso.

### Repubblica Popolare Cinese
Nel 1955, la Repubblica Popolare Cinese ha istituito alcuni ordini di merito, sul modello di quelli in uso nell'Unione Sovietica, per premiare i combattenti della guerra di liberazione contro il Giappone e della guerra civile cinese. Questi ordini presero il nome di Ordine al merito della Liberazione, Ordine della Libertà e dell'Indipendenza e Ordine del 1º agosto. Dopo il 1965, a seguito della rivoluzione culturale, tali ordini sono caduti in disuso. Vengono ancora conferite le decorazioni istituite nel 1951 per l'Esercito Popolare di Liberazione, cioè la Medaglia del servizio meritevole e la Medaglia di eroe.

### San Marino
La Repubblica di San Marino ha due ordini di merito, l'Ordine al merito civile e militare di San Marino e l'Ordine di Sant'Agata.

### Stati Uniti d'America
Gli USA hanno tradizionalmente evitato di impiegare titoli ed onorificenze che ricordassero gli Ordini di merito statali e nobiliari. Vengono conferite alcune decorazioni militari e civili, che per prestigio vengono assegnate con gran parsimonia a persone di altissimo livello. La Medaglia d'Onore è la più alta onorificenza militare conferita ai soldati per particolari atti di valore e porta con sé privilegi speciali. La Medaglia Presidenziale della Libertà e la Medaglia d'oro del Congresso sono le più alte onorificenze riservate ai civili negli Stati Uniti. La Legione di Merito è l'unica decorazione statunitense che può essere divisa in diversi livelli di ricompensa (esattamente come un ordine cavalleresco o alcuni ordini di merito). Ogni stato USA, per colmare queste "lacune" in ambito cavalleresco, concede per meriti verso lo Stato stesso titoli onorifici. Vengono conferiti gradi onorifici tra i quali Colonnello, Tenente Colonnello o Ammiraglio, tra i quali spicca per importanza il titolo di Kentucky Colonel. Altri stati conferiscono titoli che derivano dalla storia dello Stato stesso, come in Indiana il "Sagamore of the Wabash" o in Sud Carolina l'"Order of the Palmetto"

### Svezia
Nel 1974, il governo svedese varò una risoluzione che proibiva al re di Svezia di conferire ordini cavallereschi ai cittadini svedesi: ciò non abolì formalmente gli ordini stessi, ma da quel momento l'Ordine dei Serafini e l'Ordine della Stella Polare furono conferiti limitatamente a cittadini stranieri. Nel 1995 questa legge è stata modificata, permettendo al sovrano di concedere questi due ordini ai membri della famiglia reale svedese. Nel 2022 il governo svedese annullò del tutto la risoluzione e dal 2023 possono nuovamente essere conferiti ai cittadini svedesi i due ordini cavallereschi (l'Ordine della Spada e l'Ordine di Vasa) che erano stati dichiarati "quiescenti".

### Svizzera
Sin dalla costituzione del 1848, la Svizzera non assegna alcun ordine di merito. Non permette inoltre ai militari in servizio, ai funzionari federali e ai parlamentari di accettare onorificenze da nazioni straniere. Questo in risposta all'occupazione napoleonica e ai tentativi di adulare politici e militari elvetici all'epoca in atto in particolare da parte francese. A seguito della modifica della costituzione del 2000, il divieto non è più previsto dal testo costituzionale ma tramite semplice legge ordinaria, con alcune aperture rispetto alla norma precedente (non è, per esempio, più richiesta la rinuncia all'onorificenza straniera se ottenuta prima del mandato, mentre per quanto concerne le autorità cantonali la decisione su come e se impostare il divieto non è più di competenza nazionale ma rimessa ai singoli cantoni). Oltre agli ordini di merito, la Svizzera non ha neanche un sistema premiale basato su decorazioni e medaglie; dal 2000 esiste la possibilità di ricevere medaglie solo per i soldati svizzeri che partecipano a missioni internazionali di pace.

### Thailandia
In Thailandia è in vigore l'antico Ordine dell'Elefante Bianco.

### Vaticano
Presso la Santa Sede ci sono stati solo due Ordini di rango e nobilitazione: Milizia Aurata o Speron d'Oro al 1841, primo conferimento pontificio a riconoscere nobiltà gentilizia e a concedere nobiltà ereditaria, nonché, con analogo valore, sostituito dall'Ordine Piano e in particolare dal Cavalierato di Prima Classe, poi di Gran Croce, fondato da Pio IX e anch'esso denobilitato da Pio XII nel 1939. Vi sono poi due ordini di merito, l'Ordine di San Gregorio Magno e l'Ordine di San Silvestro Papa.